# Zabivaka

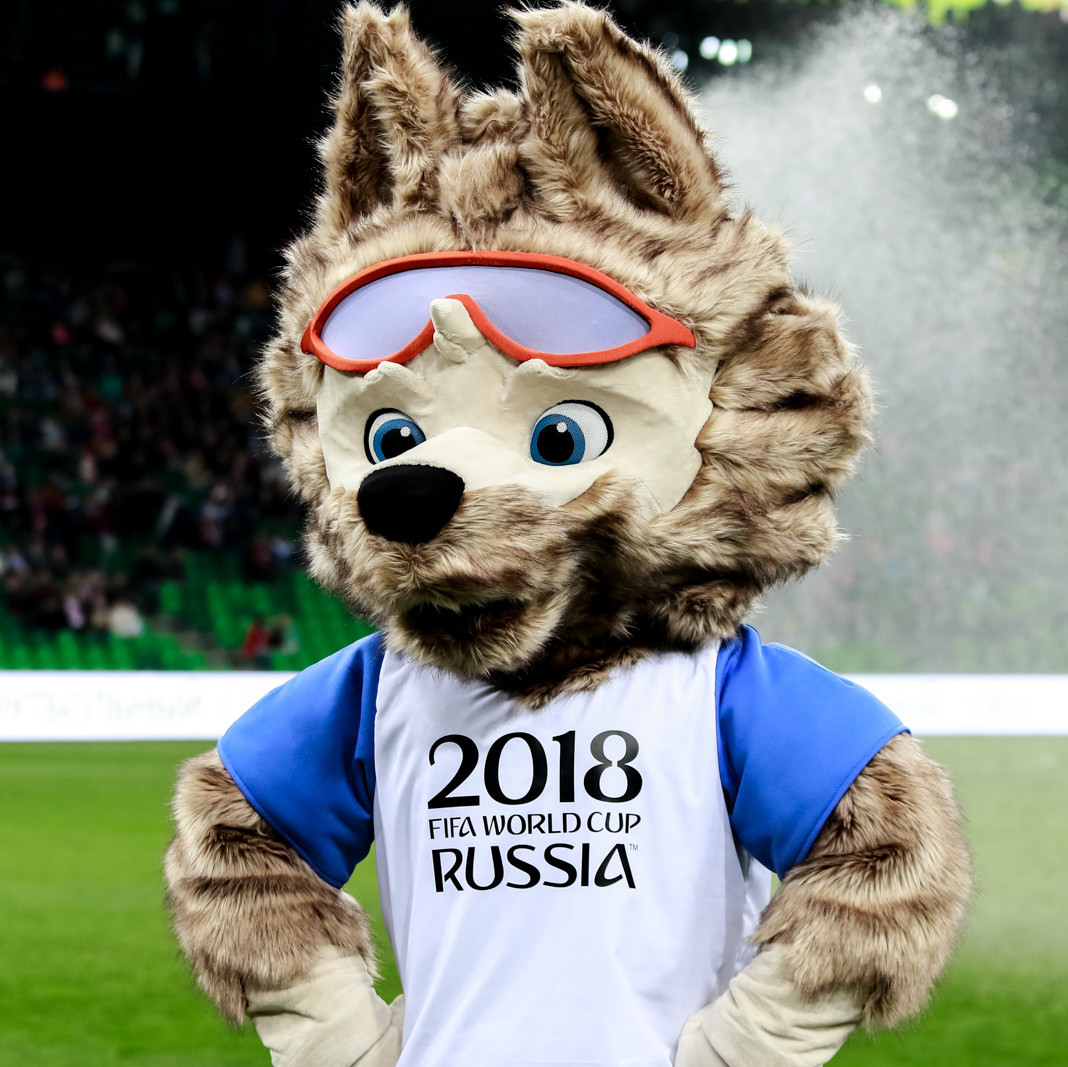
Zabivaka

Zabivaka (offiziell und nach englischer Transkription; russisch Забивака Sabiwaka) ist das Maskottchen der Fußball-Weltmeisterschaft 2018 in Russland. Bei Zabivaka handelt es sich um einen anthropomorphen Wolf mit einer Sportbrille.

## Designwettbewerb
Der Wolf wurde von der Design-Studentin Jekaterina Botscharowa aus Tomsk entwickelt. Zur Findung der Symbolfigur gab es einen öffentlichen Wettbewerb, bei dem das aus Kunstpelz und Plastik gestaltete Tier als Sieger hervorging. In einer Endrunde, die im Spätherbst 2016 als Show im russischen Staatsfernsehen stattfand, erhielt das Plüsch-Wölfchen 53 Prozent der Stimmen, die anderen Prozente gingen an eine Katze und an einen Tiger im Kosmonautenanzug. Für die Weltöffentlichkeit präsentierten der russische Sportminister Witali Mutko und der Fußballer Cristiano Ronaldo das Maskottchen.

## Beschreibung
Zabivaka ist russisch und bedeutet so viel wie „der, der trifft“ beziehungsweise „kleiner Torschütze“.
Die Figur des Wolf steht symbolisch für Ausdauer und Durchsetzungsvermögen genauso wie für Teamfähigkeit und gilt als typisch russisches Tier. Sie trägt ein weißes Fußball-Trikot mit dem Schriftzug 2018. FIFA World Cup. Russia und blauen Ärmeln. Dazu kommen eine rote Sporthose und eine orange Sportbrille. Die Farben der Kleidung stellen die russischen Nationalfarben dar. 
Die Brille hat die Designerin gewählt, weil „Zabivaka so schnell läuft, dass er seine Augen vor dem Wind schützen“ müsse.
Nicht bei allen Fußballanhängern findet die Maskottchenwahl Zustimmung, es gibt auch Häme und Kritik.
Erstmals wurde den Besuchern des Confederations Cup 2017 der kleine Torschütze vorgestellt. Er avancierte schnell zum Liebling der russischen Gastgeber und der angereisten Besucher.
Außer unmittelbar als Plüschtier in verschiedenen Größen gibt es das Maskottchen auf Kleidung, Taschen, Postkarten, Briefmarken usw. Der sibirische Miniaturenkünstler Wladimir Aniskin hat ihn in einer Größe von 1,5 mm geschaffen und kam damit ins Guinness-Buch der Rekorde. Der russische Kosmonaut Oleg Artemjew hat ein Exemplar im März 2018 auch mit zur ISS genommen.
Nördlich von Kaliningrad wurde ein Freileitungsmast in Form des Zabivakas errichtet.